# Jiří Albrecht (malíř)
Jiří Albrecht (* 19. listopadu 1948, Dačice) je moravský malíř a spisovatel.

## Život
V letech 1976–1985 pobýval v Šumperku. Zabývá se kresbou i malbou, působil jako učitel výtvarné výchovy na dačickém gymnáziu. Je obdivovatelem železnice a historického zemského zřízení.
Od raného mládí zachycoval v kresbách zákoutí Dačicka a celé jihozápadní Moravy; své vzpomínky shrnul do několika ilustrovaných knih.
V roce 1968 byl ovlivněn pozitivy Pražského jara v protikladu s negativy dřívější územněsprávní reformy (1960). Podporuje Moravské hnutí. Od 90. let se účastní komunální politiky, nejprve za Moravskou demokratickou stranu, později za Moravany a Moravské zemské hnutí.
S manželkou Marií má syna Jiřího, Pavla, a dceru Danu.

### Citát
| „                     | Kdyby mi kdokoliv do očí řekl, že já, zemsky cítící Moravan, jsem nacionalista a separatista, bez okolků bych mu ve vší slušnosti sdělil, že je pitomec. A vůbec bych přitom neviděl vzor v prezidentovi této republiky, který v Martínkově u Moravských Budějovic přímo před shromážděním lidí označil svého odpůrce s červenou kartou za vola. | “ |
| — Jiří Albrecht, 2017 | |   |

### Vydané knihy
- Kreslířovy tipy na výlety, 2004
- Obrázky z jihozápadní Moravy, 2007
- Poslouchej, v dálce už píská lokálka, 2015